# 石田一洋
石田 一洋（いしだ かずひろ、1980年2月4日 - ）は、関西テレビのアナウンサー。中国放送アナウンサーの石田充は、実弟に当たる。

## 来歴・人物
広島県広島市南区の出身で、広島城北高等学校から早稲田大学商学部へ進学。大学卒業後の2002年4月に、アナウンサーとしてラジオ・テレビ兼営局のRKB毎日放送に入社した。
RKBへの在籍中は、主にスポーツアナウンサーとして活動。福岡ソフトバンクホークス戦のテレビ・ラジオ中継や、ギラヴァンツ北九州の試合中継（2010年からスカパー!で放送）などで実況を担当したほか、テレビのスポーツ情報番組（『LOVEスポーツ』→『瞬感スポーツ』）で10年間にわたってメインMCを務めた。その一方で、『今日感テレビ』（平日午後の情報番組）では、天神や小倉からの中継リポートや、お片付け・リフォーム企画や料理コーナーの進行を担当。ラジオ番組のパーソナリティも経験している。
2014年3月31日付でRKB毎日放送を退社した後に、翌4月1日付で関西テレビへ移籍。スポーツ実況経験者向けの中途採用へ応じたことによる移籍で、スポーツ中継やニュース番組のスポーツキャスターなど、RKB時代に続いてスポーツ関連の番組を主に担当している。2022年1月には、テレビ単営局の関西テレビに籍を置きながら、ラジオ大阪（関西テレビと同じフジサンケイグループのラジオ単営局）の『カンテら!』（毎週火・水曜日の未明に放送の事前収録番組）で11日未明放送分のパーソナリティを務めた。
その一方で、「言葉のチカラ」をテーマに、アナウンススクールや企業研修の講師を数多く担当。2019年には、大谷由里子が主宰する志縁塾の「第10回全国・講師オーディション」でグランプリを受賞した。2020年7月10日からは、自身初の著書『一生モノの伝え方が身につく 説明の技術』が総合法令出版から発売。「講演を通じて自身で確立した」という「説明の技術」や、一般の人にも真似しやすいプロならではの話術を紹介している。
プライベートでは、RKBへの在籍中に結婚したが、関西テレビへの入社を機に単身赴任。以降も、RKBの本社がある福岡県内に家族を残しながら、関西地方での単身生活を続けている。

## 出演番組

### 現在
- KEIBA BEAT（実況、リポーター、情報キャスターを担当）
- プロ野球中継（西暦）
  - 2014年9月2日深夜の阪神タイガースVS横浜DeNAベイスターズ戦（阪神甲子園球場）録画中継でKTV移籍後初めて実況を任されたことを皮切りに、地元球団の阪神および、オリックス・バファローズ主催試合の中継で実況やベンチリポートを随時担当。
  - オリックスと東京ヤクルトスワローズが進出した2021年の日本シリーズでは、京セラドーム大阪（オリックスの本拠地）を使用する第1戦（11月20日）の地上波テレビ放送権をフジテレビ系列で取得していたことを背景に、フジテレビの制作・KTVの制作協力による第1戦の全国向け中継で実況を担当した（解説：田尾安志・片岡篤史、ゲスト解説：松坂大輔）。日本シリーズの試合中継における実況は、RKB（福岡ソフトバンクホークスがシリーズへ進出していた）時代にラジオで経験しているものの、テレビの地上波ではこの試合が初めてであった。さらに、フジテレビの制作による第4・5戦（いずれも特例によって東京ドームで開催）中継にも、オリックス側のベンチリポーターとして出演している。さらに2022年の日本シリーズでは京セラドーム大阪で行われた第3戦（10月25日）と第5戦（10月27日）の2試合で実況を担当。特に第5戦では吉田正尚のサヨナラホームランを伝えている。また、2023年の日本シリーズ・オリックスvs阪神では第1戦の実況を担当した（第7戦は新実彰平が担当）。
- スポーツ実況（大阪国際女子マラソン・第一移動車担当・ダイヤモンドカップゴルフメインなど）
- カンテレNEWS（主に『FNN Live News α』月曜深夜〈火曜未明〉ローカル枠を担当）[2]

### 過去

#### RKB毎日放送時代

##### テレビ
- RKBエキサイトホークス（2013年度まで実況・リポーターを担当）
- 今日感テレビ
- 瞬感スポーツ（2014年2月7日放送分までMCを担当）
- Jリーグギラヴァンツ北九州ホームゲーム中継実況（スカパー!、2014年3月放送分まで担当）
- フェイス（ナレーション）
- RKBヘッドライン（不定期）

##### ラジオ
- RKBエキサイトホークス（2013年度まで実況・リポーターを担当）
- voicebook ASU+（2013年10月 - 2014年3月）
- RKB50ニュース（不定期）

#### 関西テレビへの移籍後
- みんなのニュース ワンダー 月曜スポーツキャスター
- カンテら!（ラジオ大阪） - 「ラジオパーソナリティ」として、同僚のアナウンサー1名とのコンビで出演。
  - 放送年度（2021年度）における関西テレビの現役アナウンサーでただ1人放送開始前（RKB時代）にラジオパーソナリティを経験していたが、初出演は関西テレビのスポーツアナウンサーでは最も遅く、2022年1月12日未明放送分で服部優陽（スポーツアナウンサーとしての同僚にして新卒採用の後輩）と揃ってパーソナリティを務めた。もっとも、主に収録していた月曜日には関西テレビの本社で午後から（宿直勤務をはさんで）翌日の早朝まで定時ニュースを担当していたため、実際には上記の1回だけの出演にとどまった。
- 2時45分からはスローでイージーなルーティーンで - ニュースキャスター（月曜日担当）
- 報道ランナープラス （月曜日担当）

## 競馬GI担当レース
- 大阪杯（2023年 - ）
- 秋華賞（2024年）
- JBCクラシック（2018年）[3]
- エリザベス女王杯 （2022年 - 2023年）
- マイルチャンピオンシップ（2019年 - 2020年）
- 阪神ジュベナイルフィリーズ（2017年、2023年 - ）[4]
- 朝日杯フューチュリティステークス（2021年）

### 社名レース
- 関西テレビ放送賞ローズステークス（2023年 ‐ ）

## 著書
- 『一生モノの伝え方が身につく 説明の技術』（2020年7月10日初版刊行、総合法令出版、ISBN 978-4862807540）